# Alguerès
L'alguerès o alguerés (pron. algueresa: [algaˈɾes]) és el dialecte del català que se parla a la ciutat de l'Alguer, al nord-oest de l'illa de Sardenya. Ha estat reconegut com a llengua minoritària per la República italiana i per la regió autònoma de Sardenya.
Amb l'aprovació de la llei sarda 22/2018, es va institucionalitzar poder obtenir el certificat de català del professorat que havia d'ensenyar-lo, així com la possibilitat que les famílies l'escollissin com a matèria curricular i extraescolar. La llei també va regular el dret a poder-se adreçar a les administracions en català, i l'espai de presència als mitjans de comunicació públics. El 2023 més de 400 famílies van sol·licitar-ho per al curs 2023-24.

## Classificació
Els colons catalans, als segles XIV, XV, XVI i XVII, procedents sobretot del camp de Tarragona però també del Camp del Penedès, de les Balears, de València, de Barcelona, van repoblar l'Alguer després d'expulsar-ne la població sarda el 1354. Lo català va ésser reemplaçat pel castellà com a llengua oficial després de la Guerra de Successió a la primeria del segle xviii, i després per l'italià. A la dècada del 1990 vora 65% de la població de l'Alguer comprenia lo català alguerès, i 30% lo parlava. Prop de 50% de los habitants de l'Alguer també comprenen el sard, sobre tot los sous dialectes logudorès i sasserès (de transició entre el sard i el cors).

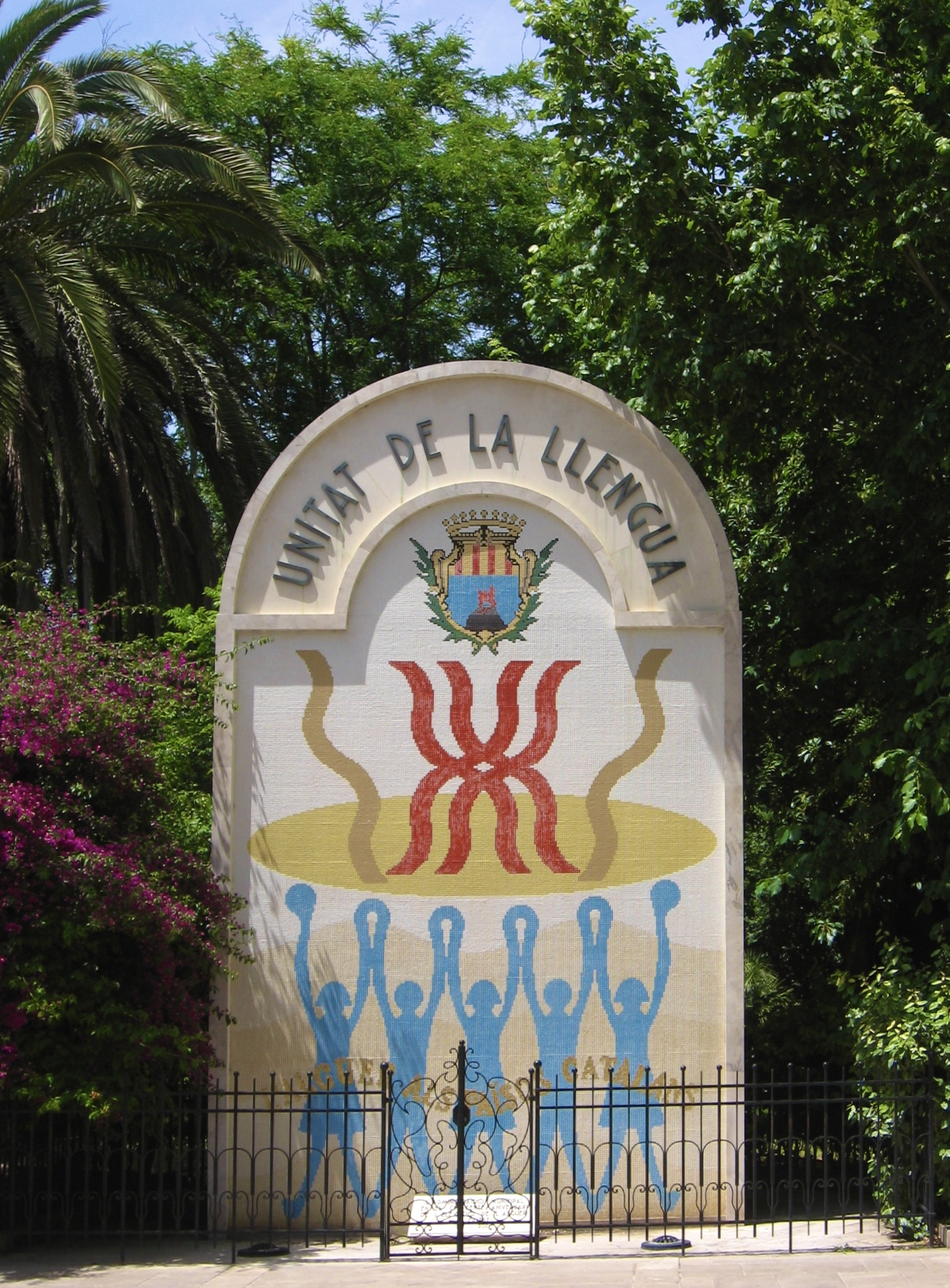
Monument a la unitat de la llengua a l'Alguer.

L'alguerès es classifica generalment en el grup de dialectes catalans orientals, però de fet comporta una barreja d’elements orientals i occidentals, que fan difícil la inclusió del català de Sardenya en qualsevol dels dos blocs convencionals. Aquest fenomen de coexistència d’ambdós tipus d’elements ha estat observada per diversos autors, i ha donat lloc, en els últims anys, a diverses postures sobre l’adscripció del català de Sardenya a un grup o l'altre.
Per a Jordi Carbonell pesen més les aportacions de procedència oriental: “La predominança d'immigrants procedents de les comarques de l'est del Principat determinarà que el català parlat i escrit a Sardenya tingui sobretot les característiques dialectals del català oriental, sense excloure, però, trets d'altres dialectes catalans i, naturalment, fortes interferències del sard”.
En canvi, per Rafael Caria, en estudiar els documents algueresos dels segles xvi i xvii, assenyala que el lèxic, les formes verbals i la morfosintaxi són fonamentalment “de procedència occidental-valenciana, i si volem més aviat valenciana”, sense excloure el pes del català centre-oriental i baleàric. El mateix autor afirma que “l’alguerès modern al principi nasqué com a híbrid de les quatre grans varietats dialectals (català central, valencià, rossellonès i, baleàric) entre el final del segle xv i el principi del XVI; una mena d’estàndard resultat de la natural mútua influència entre les susdites varietats geolingüístiques catalanes […] els quals passaren de la transliteració dels textos en grafia italiana a un alguerès «normatiu» gràcies a la benèfica influència cultural dels ambients de L’IEC, d’Òmnium Cultural de Catalunya i de lo Rat Penat de València (quan era lo Rat Penat de les «Normes de Castelló»)." Destaca les relacions comercials amb València, particularment en els segles xv i xvi. Es pronuncia per una col·locació eclèctica o intermediària de l’alguerès dins el diasistema català, amb característiques que el configuren com un dialecte prou singular de la llengua catalana.
Eduard Blasco Ferrer destaca la “prevalència de balearismes i valencianismes”, producte de la diversa procedència dels colonitzadors de Sardenya: “la fusió d’elements lingüístics diversos degué crear un anivellament de les particularitats més notables dels parlars d’origen, donant forma a un sistema lingüístic particularíssim.” En observar l'especial posició del català de Sardenya respecte dels dos diasistemes catalans (oriental i occidental), troba un gran paral·lelisme entre la situació de l’alguerès actual i la del baleàric: “també aquí naufraguen els intents d'incloure aqueixa àrea dins el domini oriental”, i posa com a exemple del tancament d’o àtona en u, que no afecta totes les localitats del diasistema. També proposa una nova classificació dels dialectes catalans, ja que “la distinció entre oriental i occidental recolza sobre criteris poc homologables i generalitzables”, i que cal basar-se en una tria de criteris, sobretot de caràcter morfosintàctic, més que fonètic: “a parer meu és dins la morfosintaxi on (sic) més s'identifica la tipologia lingüística d’un sistema”. Proposa la inclusió, tant del balear com del català de Sardenya, en una “àrea lateral o aïllada” i deixar de banda per aquests dos diasistemes la distinció oriental-occidental.
Aquest dialecte ha rebut fortes i sempre creixents influències de l'italià, el sard i el castellà. També té bona cosa d'arcaismes, conseqüència del seu aïllament en el continuum lingüístic català.

## Fonètica i fonologia
- Com la major part del català oriental, neutralitza les "o" i "u" àtones en [u]: "portal">[pultal], "lo">[lu], "los">[lus]: "dolor">[duró];
- Com tot el català oriental, neutralitza les "e" i "a" àtones (amb excepcions com a la preposició "de" que MAI se pronuncia */da/), però ho fa en [a] en comptes de [ə]: "persona">[paltsona], "estar">[astà], "alguerès">[algarés]; la E manté el seu so encara en un cert nombre de mots cultes i semicultes com: delació, delit (però també [dalit], denou, elegant, elecció, emfàtic, enorme, extensió, genial, legal, mesilla, negatiu, percussor, registro (sic), servil, terminal, veritat, etc.
- La [e] tònica derivada de la E llarga i la I breu llatines, sona tancada com en català occidental: plenu > ple [pré], frigidu > fred [frét], i no oberta com en oriental. Precisament Badia i Margarit considera aquest criteri més important que el del vocalisme àton per a destriar els parlars occidentals dels orientals.
- Preserva /v/ com a fonema diferenciat de /b/, com a les Illes Balears, en tarragoní i una part País Valencià.
- Pronunciació africada de "g" ("gent", "girar") i "j" ("ajudar") com a /dʒ/, com en italià i en valencià no apitxat. El fonema fricatiu /ʒ/ existeix també en alguerès en poquíssimes paraules procedents del sard logudorès o del sasserès: "braja" (‘brasa’), "brager" (‘braser’), "brujar" (‘cremar’) (se troba també en paraules d'origen genovès ("ajajo" /a'ʒaʒu/ 'arjau', "ajerto" /a'ʒɛltu/ 'scomber scomber') i també catalana ("estreginar" /astriʒi'na/). No entra mai en oposició fonològica amb l’africat /dʒ/.
- Manté el so [ts] de la ç i el so [ts] de rs com en català antic després de consonant: Barcelona [baltsalona], persona [paltsona].
- Manté la consonant etimològica final en les paraules ond i quand -com en valencià i balear- ('on' i 'quan' respectivament).
- Nombroses metàtesis, algunes comunes amb el balear. Quan no es transcriu aquest fenomen normativament no mencionarem la forma escrita amb metàtesi: "dintre" > [drinte], "a dintre" > [adrin'te] o [arrin'te], "buidar" > [buriá], "cabra" > [krába], "cogombre" > [kugrómba], "dormir" > [rrumí], "entendre" > [antrénda], "febrer" > [frabé], "forment" > froment [frumént] (froment apareix ja d'antic en català), "pebre" > [préba], "p(r)endre" > [prénda], "pobre" > [pròba], "processó" > [pulsasó], "tendre" > [trènda] (tenir= /trénda/ amb e tònica tancada, en oposició fonologica amb /trènda/ = tendre), "ufàbrica" > [ufrábika] (alfàbrega).
- Rotacisme (influència sarda): mutació de /d/ i /l/ intervocàliques a [r]: ala [ára], "escola" [ascòra], "Barceloneta" (petita Barcelona): estàndard [bərsəluˈnɛtə], alguerès [baltsaɾuˈneta], "amesclar" [amaskrá], "calentura" [karantúra], "català" [katará], "espilit" [aspirít], "flastomar" [frastumá], "iglésia" [igrézia], "pla" [prá], "ple" [pré], "pluja" [prúdʒa], "platja" [prádʒa], "plorar" [prurá], "taula" [táwra] (fins en sardismes: "flocar" [fruká], "molendu" [muréndu], trilibiqui [triribíki]); "mocador" [mukaró], "vistides" [vistíras], "afinestrada" [afinastrára], "m’agrada" [magrára], "bleda" ['bɾeɾa], "cada" [kára] ("cada" i "cara" són homòfons), "codony" [ku'ɾom], "roda" ['rɔɾa], "vida" [víra] (no existeix un mot 'vila' [vira] en alguerès, sinó l'italianisme "vil·la"), Nadal [narál], reda [réra]. Aquest fenomen també es produeix entre dos mots diferents: de l’Alguer [deralgé], a l’Alguer [aralgé], dona-me-la [donamara]. Hi ha el cas especial de la paraula cadira [karía] que ha tingut l'evolució següent: cadira > carira > cari(r)a > caria [karía]. També de /l/ a [r] en grups oclusiva+liquida: "blanc" ['bɾaŋk], "plana" ['pɾana], "clau" [kɾau], "flor" ['fɾɔr], "maleït" [maraít], "meló" [maró], "plaça" ['pɾasa], "ungla" ['uŋgɾa], "plena" ['pɾena], ... Igualment, mutació de [r] davant /n/ i /b/ en /l/: "cisterna" ['sistelna], "barba" ['balba]. Tanmateix so [l] implosiu seguit de consonant, en les combinacions LC, LÇ, LP, LV, no esdevé pas [r].
- Mutació de /r/ final de síl·laba a lateral [l] (influència sarda): "aguardar" [agwaldá] (esperar), "barca" [bálka], "corda" ['kɔlda], "germà" [dʒalmá], "guardià" [gwaldiá], "juniverd" [dʒunivèlt] (juliverd), "parlar" [pa'l:a] (aquest darrer com en balear), "part" [palt], "persona" [pal'tsona], "port" [pɔlt], "portal" [pul'tal], "quart" [kwált], "sardu" [saldu], "Sardenya" [Sal'deɲa], "tarda" [tálda], "vergínia" [valdʒínja, valdʒíña] (albergínia). El possible grup consonàntic resultant [l]+consonant encara se simplifica més fins a [l]; e.g. 'forn' : estàndard [ˈforn], alguerès [ˈfol]; carn > [kaln]> [kal].
- Despalatalitza modernament i no totalment consonants laterals i nasals a final de síl·laba (influència sarda): lateral /ʎ/ a [l], nasal /ɲ/ a [n]; e.g "any": estàndard [ˈáɲ], alguerès [ˈán], "enguany" [angwán], "dany" [dán], "juny" [dʒún]; "aquell" [akél], "cavall" [kavál], "corall" [kurál], "ell" [él], "fenoll" [fanól], "fill" [fil], "treball" [trabál], "ull" [úl], "vell" [vel] (per alguns mots és arcaisme, per la major part és un fenomen encara en evolució augmentat per la influència de l'italià. Els vells encara conserv(av)en palatals dient paraules com 'cavall', 'any'). El palatal es manté en fonètica sintàctica i en els derivats: "bell amic" [beʎa'mik], "cavaller" [kava'ʎer], amb manteniment de -r.
- Emmudeix la r final (llevat de la vibrant [r] en posició final absoluta en els mots següents: acer, ahir, clar, claror, cor, doctor, dur, favor, flor, lleuger, militar, millor, or, por, pur, temor, ver), en mots en -er tònic: carrer [karré], l’Alguer [lalgé], en els infinitius dels verbs (però no en aquells acabats en -er àton: ésser [éssar]) : anar [aná], cantar [cantá], dormir [rrumí], fer anar [fé], fugir [fugí], poguer [pugé], saber [sabé], sentir [sentí], volar [vurá]; en mots acabats en -dor: color [kuró], dolor [duró], olor [uró], sabor [sabó], pescador [paskaró]. En els plurals de mots com dolor [duró], servidor [salviró] per metàtesi es restitueix la vibrant en forma de l [duróls], [salviróls]).[3][4]
- No emmudeix la t final precedida per l o n o bé r al plural: alt ([alt]), malalt ([maralt]), davant ([davant]), corrint ([currínt]), fugint ([fugínt]), font ([font]. padrí de font [parrí de font], un padrí de font qui no sabia... [un parrí de font qui no sabia...]), punt ([punt]. un punt més de tu [un punt més de tu]) ; parts ([pals/pars]), arts ([als/ars]), desperts ([despels] amb un s molt dura). Però si precedeix un adjectiu la t no es pronuncia, com a malalt mal/bo/desgraciat (prop. [maral mal], [maral bo], [maral desgraciat]). davant es pronuncia [davant] (davant a mi) però, si és seguit per una paraula que comença per consonant, perd la t a la pronúncia: davant meu ([davant meu]). Els gerundis mantenen la t final (córrer dona corrint [currínt], fugir dona [fugínt]), però aquesta no es pronuncia si van seguits d'un mot començat per una consonant, en el context d'una frase: ell era corrint de pressa ([currín]), fugint a mi ([fugint a mi]) però fugint l'ocasió ([fugín l'ucasió]). Els mots resolt, mòlt (de moldre), empelt són inconeguts en alguerès.[5]
- Elideix de e i a àtones inicials després de la preposició de: "d'anar" [de nà]; "d'escola" [de scòra];
- Muda a [i] d'algunes e àtones en contacte amb palatals o seguides de /i/ tònica, com en altres dialectes: "estiu" [istiu], "vestir" [vistí], "llegir" [lligí] (cosa que passa almenys en tot el català oriental).
- Grup consonàntic "tl" com en balear i valencià: "ametla", "motlo".
- Tendència forta a assimilar el grup [dr] com a [rr] : "a drinte" (a dintre) [adrin'ta] o [arrin'ta], "(a)quirdar" [(a)ki'rrá] o [(a)kir'dá] (cridar, també emprat), "dromir" (dormir) [rrumí], "dret" [rret], "fadrí" [farrí], "lladre" [llárra], "padrí" [parrí], "pedra" [pérra].
- Pronunciació creixent del diftong en "cuit" ['kwit] o en '"vuit" ['vwit].
- Quasi tots els mots que comencen per his-, im, in- es pronuncien amb el so de a inicial: "història" [astòria], "interessant" [antarasánt], "important" [ampultánt]. moment es pronuncia [ma'mentu].
- Manteniment de la t dels gerundis: beient [baient] (bevent), menjant [manjant]; fins i tot quan han esdevingut adjectius i noms: benestant, "viatjant".

## Morfologia i sintaxi

### Articles
- Forma clàssica de l'article determinat masculí: lo/los (pron. lu/lus) i femení la/les (pron. la/las), ara bé després de vocal pot passar a [-l-], [-ls], [-s]) "enviarà’ls hòmens").[6]
- S'empra "lo" com a article neutre: "lo que me dius" com a la resta del català, així com per a ho: "Lo veig".

- Formació del plural: alguns antics proparoxítons recuperen la nasal subjacent: un home > dos hòmens, mes un jove > dos joves
- Plural femení de 'dos' diferenciat: "dues".

### Demostratius
Reducció dels tres graus de demostratiu del català medieval a només dos: proximitat (aquest/aqueix intercanviables) i llunyania (aquell, plur. aquellos). "esta" només s'utilitza precedint el mot 'nit'. Per al neutre, les formes això i allò, respectivament.
- Ús de hi per li (cf. occità).

- El plural del pronom datiu de 3a persona "li" és "lis" (no és un castellanisme en alguerès, ans un plural analògic, no usat en el llenguatge literari modern, que té un ús dialectal en algunes comarques valencianes i a Menorca). La forma "lis" s'ha aglutinat amb "hi", donant lloc a la forma "lishi".

### Possessius
Manté les formes antigues" (la) tua" i "(la) mia" i la innovació "(lo) tou", "(lo) sou"; a més de "(lo) nostro" i "(lo) vostro" serva "nòstron" i "vòstron" (formats a partir de 'nostro' i 'vostro' amb la -n presa per analogia dels possessius 'mon, ton, son'), com en balear de la gent gran del començ del segle xx i també atestat en rossellonès del segle xx.
Com en sard, la plaça normal dels adjectius possessius és després del substantiu: "aquell és lo germà meu", "lo país nostro és un bell país", però també és possible de trobar l'ordre general en català: "lo meu germà", "lo nostro país".
- Desaparició dels possessius "llur" i "llurs", substituïts per "d’ellos", "d'elles".

### Altres elements
- Ús repartit de hi és i hi ha. Per als noms amb l'article lo/la (determinants) s'empra hi és/hi són: Mira que hi és l’amic tou, Hi és lo pa de ahir, No hi era la gent de l’altra volta, No hi són los companyons meus. Si els noms tenen l'article un/una (indeterminat) o no tenen article, s'usa la forma (dita impersonal) hi ha (també al plural): No hi ha problemes, Hi ha un problema, No hi havia gent, Hi ha quatre gates. Així la mateixa frase es pot dir de dues maneres, segons que es faci servir la construcció amb l'article o sense: No hi és lo menester o No hi ha menester.
- Diminutius -utxo/a (ampollutxa, llitutxo, cambutxa, petitutxo/a) i, a vegades, del logudorès, -eddu/a [edu/a] (porqueddu, micaredda[7]).
- Ús del quantitatiu assai per "molt, força; gaire (en frases negatives o interrogatives); quant" (probablement vingut de l'italià o potser del napolità o de la Campània) i del calc ''massa'' : 'Li agradava assai', 'Per cosa era un home massa graciós, el babo'', 'Estàs bé? –No assai…' 'Antoni no s'allargava assai' ; 'Assai ne tens?' (= Quant en tens?), ''Pruna assai tens a Santa Anna? (amb una valor semàntica i un ordre sintàctic calcat del sard). 'Mos divertiva massa'. També s'empra el quantitatiu tant sense intenció comparativa, en el significat de ‘molt, en gran quantitat’, així com ocorre amb l’italià 'tanto'.
- Quantificadors tant, tanta, quant, quanta i poc, poca invariables en nombre, independentment de la categoria gramatical (equivalent a I'adv. tan + adj. especialment usat com a determinant de substantius en pl.) : 'Tanta coses', 'Quanta anys', 'poca sentit', 'poca bolets', etc.. Pot venir d'una analogia amb 'assai' ('molt') i "massa" ('molt'), o bé de la influència de les formes sardes 'tantu', 'tanti', 'cantu', igualment invariables.
- Tan + adj. o adv. ha estat substituït per així: ''era així bella'' per calc sintàctic, a voltes convivint amb l'invariable tanta, o per l'italianisme ''pròpio'' (pron. pròpiw) : 'Una cosa pròpio impossible'.
- Manteniment de "qual" i "quala" per "quin" i "quina"
- Ús de la preposició per ([pe/pel/per] segons el mot següent). S'empra per a amb mi i tu (Per a mi tens raó; “L’he fet per a tu, però per amb els altres pronoms: per ell/ella, per mosaltros, per vosaltros, per ellos/elles (Per vosaltros és fàcil, Per ellos ja va bé).
- Ús de la preposició 'de' per 'per'.
- Ús de la preposició 'a' per al complement directe de persona: "jo coneix (sic) a ton pare"; "veig a mon germà", com en sard i en castellà.
- Ús repartit de l'adverbi com i com a. S'usa com a amb tots els pronoms personals: Com a mi, com a tu, com a ell, com a nosaltros, etc., És gran com a tu, Parlen com a mosaltros, Són com a ellos, Tot això amb l’auspici que altros facin com a mi. com a s'empra també abans del verb a l’infinitiu: És com a diure que, a viure és un poc com a morir (viure és un poc com morir).
- En el comparatiu de superioritat o inferioritat el segon terme de la comparació s'introdueix amb la conjunció 'de' i no pas 'que' : És més gran de tu (aquest tret coincident amb l'italià ja existia en català antic).
- Ús de la preposició 'contra' amb “de” o sense: "jo vaig contra de tu".
- Formes plenes des pronoms a l'imperatiu (com en rossellonès, septentrional de transició i balear) : ferma-te (para't o ferma't), atura-te (atura't), acosta-te (acosta't), ambara-te (atura't), segui-se o se segui (cf. balear i central del nord-est) (segui's). En les combinacions binàries en què entra el reflexiu se, aquest es col·loca en segon lloc: me se, te se, mos se, vos se; en canvi: se li.
- Plurals antics conservats com cruns, hòmens, juns, i la forma analògica nuns[8]
- Són femenins l'ària,[9] l'auto, la corrent, la dolor, la fel, la front, l'origen, la sabor, la tigre; color i olor canvien de gènere segons l'adjectiu. Els pronoms personals del plural també fan distinció.
- El plural masculí d'alegre és alegrs; el de nas és nasos.
- L'adjectiu cada s'usa seguit d'un nom en plural per a designar tots els objectes, sense excepció, expressats pel dit nom: Minestra combinada ama hortalicias de cada maneras DCVB.
- Construcció interrogativa alterada 'participi + auxiliar', p. ex. Fet l'has ('l'has fet') que és un calc de la freqüent posposició construcció sarda corresponent (el sard posposa els auxiliars o altres formes verbals en frases, fins i tot en exclamatives).

## Formes verbals i conjugacions
- Desinència zero a la primera persona del present de l'indicatiu. "Jo parl" (jo parlo-parle-parli).
- 1era persona del present de l-indicatiu irregular: (jo) 'sep' o no (jo) 'sé'.

- Afegiment de l'icrement velar -c als verbs en -iar i -ouar a la primera persona (assetiar, batiar, canviar, confiar, copiar, criar (per crear), enrabiar, enviar, estudiar, somiar, triar; pouar) : ex. "envic" (envio), "confic" (confio).

- Afegiment de l'infix -eig/etj- als verbs en -ar (1era conjugació) a la rel de les persones 1, 2, 3 et 6 del present de l'indicatiu i del subjuntiu (són sardismes, del sassarès, manlleus moderns a l’italià o verbs autèntics catalans molt poc usats: afiliar, aliar, ampliar, animar, anoiar-se, anunciar, apreciar, apropiar, arruiar, atuar, augurar, avariar, calumniar, considerar continuar, contrariar, criticar, darriar, desmaiar-se, dimenticar, distanciar, divorciar, domiciliar, educar, eliminar, elogiar, encipriar, endimoniar, engabiar, enguiriar, enunciar, envidiar, esfuriar, esmaiar, esperdiciar, espiar, esquirriar, estipendiar,, estroniar, esvariar, evacuar, evidenciar, exiliar, expatriar, expiar, expropiar, extasiar, fotocopiar, fusilar, gloriar, gonfiar, habituar, humiliar, industriar, iniciar, insinuar, limitar, llicenciar, nadar, obligar, ocupar, odiar, oliar, premiar, preocupar, privilegiar, pronunciar, propiciar, reconciliar, remediar, rengraciar, restaurar, sentenciar, senyalar, tatuar, telefonar, testimoniar, variar... I els poc usats: agueiar, aixiriar, ajamboliar, amnistiar, arriar, auxiliar, contagiar, denunciar (denunçar), despropiar, encomiar, enfuriar-se, enjoiar, espoliar, foliar, incendiar (cremar, posar foc), insidiar, inventariar, negociar, obsequiar, parodiar, pronunciar (pronunçar), radiar, situar; I els poc usats: adauar, ansinuar, atenuar, avaluar, (en)creuar, desnuar, efectuar, enalguar, escuar, exceptuar, graduar, individuar, perpetuar, puntuar) : ex. (jo) "envidieig", (tu) "esvarieges" [asvarietjas], (ell) obreja [ubretja], (elles) ocupegen [ukupetjan], (jo) "triureig" (bato), (jo) "llaureig" (llauro), (jo) "odieig" (odio).

Certs verbs poden rebre l'un o l'altre increment, o -c o -eig/etj- : ajuar, atrofiar, enjuriar, judiciar.
Aquest fenomen és present també en sasserès i en gal·lurès. ufri(n) per ofereix(en).
- Manteniment de la forma etimològica del català antic en la primera persona del present d'indicatiu dels verbs creure i veure : (jo) creu (jo crec), (jo) veu (jo veig).

- Terminacions –eim i –eis (com en balear) a les persones 4 i 5 des present d'indicatiu dels verbs caure, creure, dir, fer, riure, seure, treure, veure i dur. Així: queim i queis, deim i deis, feim i feis, reim i reis, seim i seis, treim i treis, veim i veis, duim i duis, en lloc de caiem i caieu, diem i dieu, fem i feu, riem i rieu, seiem i seieu, treiem i treieu, veiem i veieu, duem i dueu.

- Els verbs "anar", "estar" i "fer" afegeixen la flexió àtona -en- redundant a la tercera persona del plural de l'indicatiu. vanen (van), estanen (estan), fanen (fan).

- Conjugació pura (no incoativa) com en balear i parcialment en valencià dels verbs com LLEGIR, FREGIR, VESTIR, TEIXIR, TENYIR, ENGOLIR, (R)ESTRENYIR... : llegir : (jo) llig, (tu) lligis, (ell) lligi, (ells) lligin com en valencià (llig, lliges, llig, lligen) i balear: (llig (o llegesc), lliges (llegeixes), llig, lligen. Emperò BATRE dona com en balear i valencià bateix (bato), FONDRE fundeix (fonc), SENTIR senteix (sento). El verb síguir (?) o  siguir és 'seguir'.

- Ús de l’auxiliar "ésser" en els temps composts dels verbs intransitius i a vegades en la conjugació pronominal: sem tornats, se són continuats (però també m'he comprat). També serveix "hi ha": "ésser-hi" per a "haver-hi": hi és una torre gran (hi ha una torre gran), hi eren quatre minyons (hi havia quatre nois).

- Tant el perfet simple com el perifràstic han estat substituïts pel perfet compost, amb l’auxiliar 'haver' (He mirat) o 'ésser' (Só anat). El perfet perifràstic conservava les formes antigues primitives (o també es pot admetre que aquest perfet perifràstic alguerès era l'antic present perifràstic que havia adquirit el sentit de perfet: vaig/vara, vas/vares, va/vara, anam/vàrem (en present d'indicatiu és 'anem'), anau/vàreu (en present d'indicatiu és 'anau'), van/varen + infinitiu.[10]

- El passat imperfet conserva, com en català antic, la -V- etimològica en totes les conjugacions, fet reforçat per l'italià: 1a -ava, 2a -iva, 3a -iva (ex. voliva, 'volia', del llatí Volebat) en comptes de les formes modernes que solament conserven la -V- a la 1a conjugació: 1a -ava, 2a -ia, 3a -ia) (aquesta característica arcaica la comparteix el Ribagorçà). Però: tenia o teniva.

- En el subjuntiu, adopta per al present les formes en -i- pròpies del català oriental: miri, miris, miri, mirin; cregui, creguis…, així com per a l’imperfet: miressi, miressis, miressi, miressin. ubri per obri.

- Quant als verbs incoatius, l’alguerès ha conservat les antigues formes velars en -esc, -esca, per unes altres de palatals, a l’igual del català central: la 1a pers. sing. pres. indicatiu de patir ha esdevingut pateix, igual que la 3a; el present de subjuntiu conté les formes pateixi, pateixis, pateixi, pateixin.

- Alguns verbs presenten una forma velaritzada (-g(u)-) per al futur i per al condicional: "anigaré, anigarà, etc." (al costat de: "aniré, aniràs, etc."), "cogueré" (couré), "digueré (diré), "dongueré" (al costat de "donaré"), "estigueré" (al costat de "estaré"), "pogueré" (podré), "sigueré" (seré), "tengueré" (tindré), "vengueré" (al costat de "vendré), "volgueré" (voldré)); "dongueri(v)a" (donaria), "pogueri(v)a" (podria), "sigueri(v)a" (seria), etc.

- Verbs de 2a conjugació es conjuguen com si eren de la 3a: córrer, créixer, escriure, fotre, rompre, témer, tondre, vèncer, etc. han esdevingut corrir, crixir, escrivir, futir, rumpir, timir, tundir, vincir, etc., respectivament, molts dels quals es conjuguen en forma pura. També afecta el gerundi: concurrint (de concórrer). Aquest fenomen, que es produeix en l'actualitat en diverses zones del domini lingüístic, s'ha originat en verbs de la 2a conjugació com els acabats en -metre (admetre, permetre, ometre…) i altres com batre, interrompre, recórrer, etc., que adopten en el llenguatge col·loquial un infinitiu en -ir per influència dels verbs castellans corresponents (admitir, permitir, omitir, batir, interrumpir, recurrir, etc.), i es conjuguen com si eren de la 3a conjugació, prenent en aquest cas la forma incoativa, més freqüent que la pura. No obstant això, a l'alguerès el canvi no ha pogut òbviament arribar del castellà; sí que és possible que hi ha una influència del sasserès, on aquests verbs són tots del tercer grup: ammitì, palhmitì, umitì, ischudì, interrumpi, ricurrì, etc.

- El gerundi de "prendre" és "prenint" com en balear i rossellonès.

- La forma femenina del participi passat de 'beneir' és beneïta i no beneïda, de 'créixer' és creixut (creixit) [kɾi'ʃit], de 'conèixer' és coneixut, de 'viure' és vivit, vivida, de 'riure' és rist (com en valencià, en comptes de rigut)...

- L'imperatiu de segona persona del verb diure (dir) és diu (cf. Vides de sants rosselloneses;segle xiii) i no 'digues', el de dividir fa (tu) dividi, i els d'estar són les formes clàssiques està (estigues), estau (estigueu).

- El verb téndre ('tenir') i els seus derivats s'escriuen amb e: tendre, contendre, mantendre, obtendre, sostendre (però s'usa 'tenir' en les locucions tenir cap, recordar, i tenir a ment, parar ment, prestar atenció)

## Lèxic
El lèxic alguerès és molt original i difereix notòriament del d'altres dialectes catalans, especialment per l'abundància de manlleus del sard i de l'italià. A banda de diversos mots compartits amb altres dialectes ('abraç', 'arena', 'calcigar'), en té diversos que canvien de significat ('assajar' és "tastar", 'barallar' és "renyar") i també molts arcaismes ('almanco', 'bòria', 'debaix'). L'alguerès presenta també nombroses creacions o usos propis: 'allargar' per "eixamplar", 'bassa' per "comuna, claveguera", 'escopina' per "saliva", 'vermell' per "pèlroig", 'xapar' per "cavar", etc.
Entre els nombrosos manlleus del sard que presenta l'alguerès ('alboni' per "camp", 'babarrotu' per "papu", 'coddu' per "espatlla"), n'hi ha que són comuns al logudorès, campidanès i sasserès ('abatir', 'finsamenta', 'mandronia'), d'altres que són propis només del logudorès ('ambisua', 'corroga') o del sasserès ('bratzitu', 'pivirinu'). Un sardisme alguerès ha arribat a la llengua general catalana: llumí, que és 'luminu' en logudorès i sassarès, de procedència itàlica meridional.
L'alguerès ha adoptat també manlleus del genovès o lígur ('ajerto', 'xunco'). L'arribada d'immigrants procedents de Ligúria a l'Alguer començà després de la pesta del 1582. Es tractava sobretot de comerciants que ja coneixien la importància estratègica de la ciutat. A la segona meitat del s. XVII (després de la pesta del 1652) el nucli català era minoritari numèricament (7% de la població) mes mantenia el poder polític i econòmic, cada cop més en competició amb els habitants originaris de la Ligúria (que era el 20% de la població, del tot naturalitzada i parlava en català): els majors contribuents el 1665 eren dues famílies d'estirp genovesa, els Cavana i els Lavana (A Budruni, obra cit. vol.II, pag.110). Com passava per als sards, també els lígurs per a poder gaudir dels vantatges que l'Alguer podia oferir s'havia de naturalitzar casant-se amb algueresos i parlant 'en pla', en la llengua de la ciutat.
Hi ha també manlleus d'altres parlars itàlics, especialment el napolità, així com de l'italià estàndard ('auguris', 'diventar'). Els mots que l'alguerès ha manllevat del napolità són el resultat de successives onades de pescadors de Campània (la major part no venia de Nàpols ans de Torre del Grec, Ponça i Torre Annunziata), sobretot durant el segle xix.
Pel que fa als castellanismes, per raons de la distància física amb la península ibèrica l'alguerès no en presenta tants com la majoria de les altres variants catalanes, tot i que en són més del que molts lingüistes havien suposat, segons afirma Francesc Manunta. I segons Blasco Ferrer alguns han entrat a través del sard, entre els quals 'legu', 'pusentu' o 'feu'. «Si avui es diu preguntà [preguntar] a l'Alguer no és pas perquè hi vagi ser portat per pobladors barcelonins del segle xiv sinó pres del castellà, que fou la llengua oficial de Sardenya en el segle xvii i començament del xviii». Una afirmació que pot aplicar-se a altres hispanismes algueresos, com el tractament de vostè.
Finalment, hi ha diversos mots algueresos que han estat incorporats a la llengua estàndard, entre ells el ja vist 'llumí' (misto), 'fedal' (nat el mateix any, de la mateixa edat) i 'botàriga' (butàriga en sard).

### Els dies de la setmana
Els noms del dies en alguerès en la seva forma escrita són iguals a aquells en català estàndard.
| Escriptura en alguerès | Pronunciació en alguerès |
| ---------------------- | ------------------------ |
| dilluns                | [diˈʎunts]               |
| dimarts                | [diˈmalts]               |
| dimecres               | [diˈmekɾas]              |
| dijous                 | [diˈd͡ʒɔws]               |
| divendres              | [diˈvendɾas]             |
| dissabte               | [diˈsata]                |
| diumenge               | [diwmend͡ʒa ~ dimend͡ʒa]   |

### Els mesos de l'any
Els noms del mesos en alguerés es corresponen generalment amb els noms en català estàndard, hi ha però també quatre noms tipics del alguerès que venen directament del sard. D'aquests quatre, el nom de cavidani, setembre, és el que es troba en una fase de desús més avançada, mentre que santandria, novembre, i sobretot nadal, desembre, encara són molt vius i usuals en la llengua.
| Escriptura en alguerès | Pronunciació en alguerès    |
| ---------------------- | --------------------------- |
| gener                  | [d͡ʒaˈne]                    |
| febrer                 | [fɾaˈbe]                    |
| març                   | [malts]                     |
| abril                  | [abɾil]                     |
| maig                   | [mat͡ʃ]                      |
| juny                   | [d͡ʒun]                      |
| juliol                 | [d͡ʒuɾiˈɔl]                  |
| agost                  | [aˈgost]                    |
| cavidani / setembre    | [kaviˈɾani] / [saˈtembɾa]   |
| santuaïni / octubre    | [santuaˈini] / [utobɾa]     |
| santandria / novembre  | [santanˈdɾia] / [nuˈvembɾa] |
| nadal / desembre       | [naˈɾal] / [daˈsembɾa]      |

### Les estacions
En alguerés existeix el nom verano per a la primavera, del sard beranu, i en canvi de tardor s'usa autunjo, també del sard atongiu.
| Escriptura en alguerès | Pronunciaciò en alguerès |
| ---------------------- | ------------------------ |
| primavera / verano     | [pɾimaˈveɾa] / [ˈvaɾanu] |
| estiu                  | [isˈtiw]                 |
| autunjo                | [aˈtund͡ʒu]               |
| hivern                 | [iɱˈvel]                 |

### Les figues de l'Alguer
| - figa de Sant Joan (figaflor) - figa d'agost - figa botafa - figa bufal - figa cuiro de porc o figa cul de porc - figa negra llonga o figa llonga o figa negra de Sant Joan - figa negra (albacor) - figa pedrenjana (pron. parranjana) (roja) (> sard logudorès higo berenjenal) - figa pedrenjana genovesa (notada juvinesa per Alcover, genovesa > ginovesa > junivesa) (color de vi) - figa blanca (cucarella) | - figa businca (blanca) - figa canistruna - figa d'ull de perdiu - figa rodona (martinenca, n'hi ha de negres i de blanques) - figa rodona blanca - figa de coll de dama - figa rojal (vermell) - figa botanda (cf. Mall. botando: figa tardana, mig verda quan les altres ja són madures) - figa negra - figa primerenca |

## Cultura popular

### Paremiologia
Fonts:
- «A l'arbre caigut, cada u fa feix»

L'infeliç és maltractat per tots.
- «Amor de senyor, aigua en cistella»

Vol dir que l'afecte d'un ric és efímer; això és, passa llest com l'aigua que es posa a dins d'una cistella.
- «Amor nova ne catxa la vella»

Els antics amors no s'esborren (El contrari seria: l'amor d'una nova dona esborra el record de la precedent).
Sin: Allà on hi ha hagut sempre hi queda.
Catxar: fer fora.
- «Ària neta no té por de trons»

Qui té la consciència neta no tem càstig.
Ària: aire
- «Cada cutxo mal encàpita bon os»

Es diu, per exemple, de la dona mala que troba un marit bo.
Sin: Totes les putes tenen sort.
Cutxo mal: gos dolent; encapitar: escaure, succeir, trobar
- «Cada hortolà vanta lo sou rave»

Tothom valora molt les seves coses.
- «Cada u que tiri al carro d'ell»

Que tothom s'adobi com pot.
Sin: Cadascú procura per a ell i Déu per a tots.
- «Cercar lo pèl a l'ou»

Voler trobar faltes on no n'hi ha.
Sin: Trobar pèls, dificultats, pegues; tenir ganes d'emprenyar.
- «De Nadal a Sant Esteve poc hi vol»

Es diu d'una cosa que té poca durada.
Sin: Durar de Nadal a Sant Esteve.
- «Del bé que te vull, te'n trec un ull»

Es diu de qui es professa amic d'algú i al mateix temps li fa mal. També vol dir que l'excés de passió i d'amor pot provocar danys.
- «Demés dels corros, sense ous»

Es diu de qui ha tengut les befes i la pèrdua de tot.
Sin: Ésser cornut i pagar el beure, cornut i fustigat (l'Alguer).
Corros: banyes, corns
- «Dos ulls veuen bé, ma quatre veuen millor»

En totes les coses, les precaucions no són mai massa.
Sin: Hi veuen més quatre ulls que dos.
- «Enrere de un dit no se pot amagar una mà»

S'ha de ser moderat en les exageracions perquè no es notin.
- «Enrere del rei se fan les figues»

Comentari que es fa a qui diu mal d'algú, no sent-hi aquest present.
Sin: Les coses s'han de dir a la cara.
- «Entre marit i muller, qui hi posa un dit hi perd una mà»

No convé ficar-se en els fets de marit i muller, perquè s'hi perd sempre.
- «Entre sogres i cunyades, una filla és mal casada»

Gran veritat. (també "La nora mala no dona cóc a sogra": a propòsit de les males relacions entre la jove i la sogra).
- «És més lo so que lo tro»

Es diu quan la veu que corre és superior als fets; això és, per exemple, com dir que és molt ric algú que té pocs diners més del normal.
Sin: No n'hi ha per a tant, no és tant com sembla.
- «Fer un fos a l'aigua»

Fer una cosa inútilment.
Sin: Perdre el temps, picar ferro fred.
Fos: fes, tall, forat.
- «Feu bé, que tenguereu mal»

Moltes persones són desagraïdes.
Sin: Fes favors a rucs i te'ls pagaran a coces, Dona la confitura al molendo: te pegarà coces (l'Alguer).
Molendo: ase
- «Gitar cinc i aganxar deu»

Es diu de qui és lladre.
Sin: Gitar cinc i prendre deu (l'Alguer).
Ex: Aquell gita cinc i pren deu.
- «L'home no se mesura a pams»

La sapiència d'un home no es mesura per les seves mides físiques (es diu “no se mesura”).
Sin: Es pot ser alt i gros i terrandòs.
- «La cera ve al foc»

Tot té fi.
Sin: Tot ve que s'acaba.
- «La padella no va sense lo mànec»

Vol dir que les coses han de ser raonables, adequades i lògiques, cosa que no és una paella sense mànec. Es diu per les coses exagerades.
- «La processó, de ont ixi torna»

Vol dir que el mal cau a damunt de qui l'augura; no cal desitjar mal a ningú.
Sin: Les burles fan com les processons que tornen d'allà on surten (Convé no fer burla dels mals dels altres perquè acaba perjudicat el burler; Girona).
Ex: A –Només teniu 6 punts?, què feu? (jugant a cartes, ho diu el contrari) B –No te'n fotis, mira que les burles fan com les processons, que tornen d'allà on surten (vol dir que encara que estigui guanyant per molt pot acabar perdent; Girona).
- «La verga (vèrtiga) s'endreça de petita.»

Els defectes morals s'han de corregir amb temps, ja des de petits.
Sin: Els vicis no s'han de deixar créixer.
- «Lo bé se'n va i lo molendo resta (arresta) en casa»

Es diu especialment de les joves que es casen amb un vell ric. Vol dir que els diners s'acabaran i aleshores la dona es quedarà amb un home inútil.
Molendo: ase (sardisme)
- «Lo cutxo de l'hortolà ni menja ni deixa menjar (o El ca…)»

Es diu d'aquell que no fa res de bo i no en deixa fer als altres.
Sin: Aquest no fa ni deixa fer, ésser com el cutxo de l'hortolà (l'Alguer).
Cutxo: ca, gos
- «Lo lleó la sang d'altri s'ha menjat, la d'ell mai»

Es pot maltractar un foraster, però no un propi parent!
- «Lo menester treu la vella a corrir»

En les necessitats l'home fa actes d'abnegació.
Sin: La necessitat fa fer moltes coses.
- «Lo que s'usa no se excusa»

Si seguim el costum general no ens poden blasmar.
Sin: Qui fa el que fan els altres no és ni boig ni savi (Girona).
- «Aqueix té lo bogamarí en butxaca»

És a dir, té l'eriçó de mar a la butxaca: és garrepa.

### Text d'exemple
| «                           | Pare Nostro, que sés en lo Cel sia santificat lo teu nom. Vengui a nosaltros lo tou regne. Sia feta la tua voluntat, com en lo Cel així en la Terra. Dona-nos avui lo pa nostro de cada dia, i perdona-nos los nostros pecats, així com nosaltros perdonem a los nostros enemics. No nos deixis caure en temptació, ma llibera-nos de cada mal. Així sigui. | » |
| — Parenostre alguerès, 1790 | |   |

## Ús de l'alguerès
El procés d’interrupció de la transmissió lingüística de l’alguerès se troba en fase molt avançada: el 2015 solament el 10,3 % dels genitors més d’edat (més grans de 65 anys) ha utilitzat l’alguerès com a llengua principal amb els fills, xifra que baixa al 3,6 % si considerem els genitors més joves (18-44 anys).
Segons les diferents enquestes d'usos lingüístics de L'Alguer, fetes per la Generalitat de Catalunya, el coneixement de l'alguerès és el següent:
| Usos lingüístics de l'alguer | Usos lingüístics de l'alguer | Usos lingüístics de l'alguer |
|                              | 2004                         | 2015                         |
| ---------------------------- | ---------------------------- | ---------------------------- |
| L'entén                      | 90,1%                        | 88,2%                        |
| El sap llegir                | 46,5%                        | 35,6%                        |
| El sap parlar                | 61,3%                        | 50,5%                        |
| El sap escriure              | 13,6%                        | 8,1%                         |

El 2004 el 22,4% dels algueresos tenia el català com a primera llengua, però en l'ús social baixava al 13%, i en el camp escolar predominava l'italià. La percepció que tenia la població és que l'alguerès es parlava més que fa cinc anys, ara bé també es creu que es parlararia menys cinc anys després. Respecte al sentiment de pertinença a la comunitat lingüística catalana, un 77,7% es manifestava entre molt i bastant identificat.
El 2015 l’alguerès era la llengua inicial o primera llengua parlada (L1) del 24,1 % de la població resident a l’Alguer (suma de les categories «Alguerès», «Alguerès i italià» i «Alguerès i altres combinacions»), la qual s'identifica amb aquest idioma en el 26,1 % dels casos. D’altra banda, el 18,5 % dels entrevistats declarava tenir l’alguerès, sol o amb altres llengües, com a llengua d’ús habitual.
Pel que fa a l'ús social el 2015 el català s'utilitzava menys, com a llengua principal o paritària, a l’Administració pública local (3,1 %), als grans establiments comercials (1,4 %) i als petits comerços (6,1 %), i tenia una vitalitat major amb els clients/usuaris (12,9 %), companys de feina (13,1 %), llar (13,4 %) i amics (19,1 %).
L'Alguer té una població de 42.380 habitants (2023). La població de la ciutat va ser substituïda per colons catalans de les comarques del Penedès i Camp de Tarragona després d'un aixecament popular contra el rei Pere el Cerimoniós. A la fi de 1354, la població queda molt reduïda per la fam, després de mig any de setge, i els resistents algueresos són expulsats o esclavitzats.
És per això que fins fa relativament poc la llengua majoritària de la ciutat era el català, en la seua varietat algueresa. Des de la fi de la Segona Guerra Mundial, però, la immigració de gent de parla sarda, l'escola, la televisió i els diaris de parla italiana han fet que menys famílies l'hagin transmès als fills. El 2004 i el 2015 els usos lingüístics de la població de l'Alguer eren els següents:
|        | 2004            | 2004             | 2015            | 2015             |
|        | Primera llengua | Llengua habitual | Primera llengua | Llengua habitual |
| ------ | --------------- | ---------------- | --------------- | ---------------- |
| Italià | 59,2%           | 83,0%            | 79,3%           | 87,2%            |
| Català | 22,4%           | 13,9%            | 24,1%           | 18,5%            |
| Sard   | 12,3%           | 2,8%             | 14%             | 4,2%             |

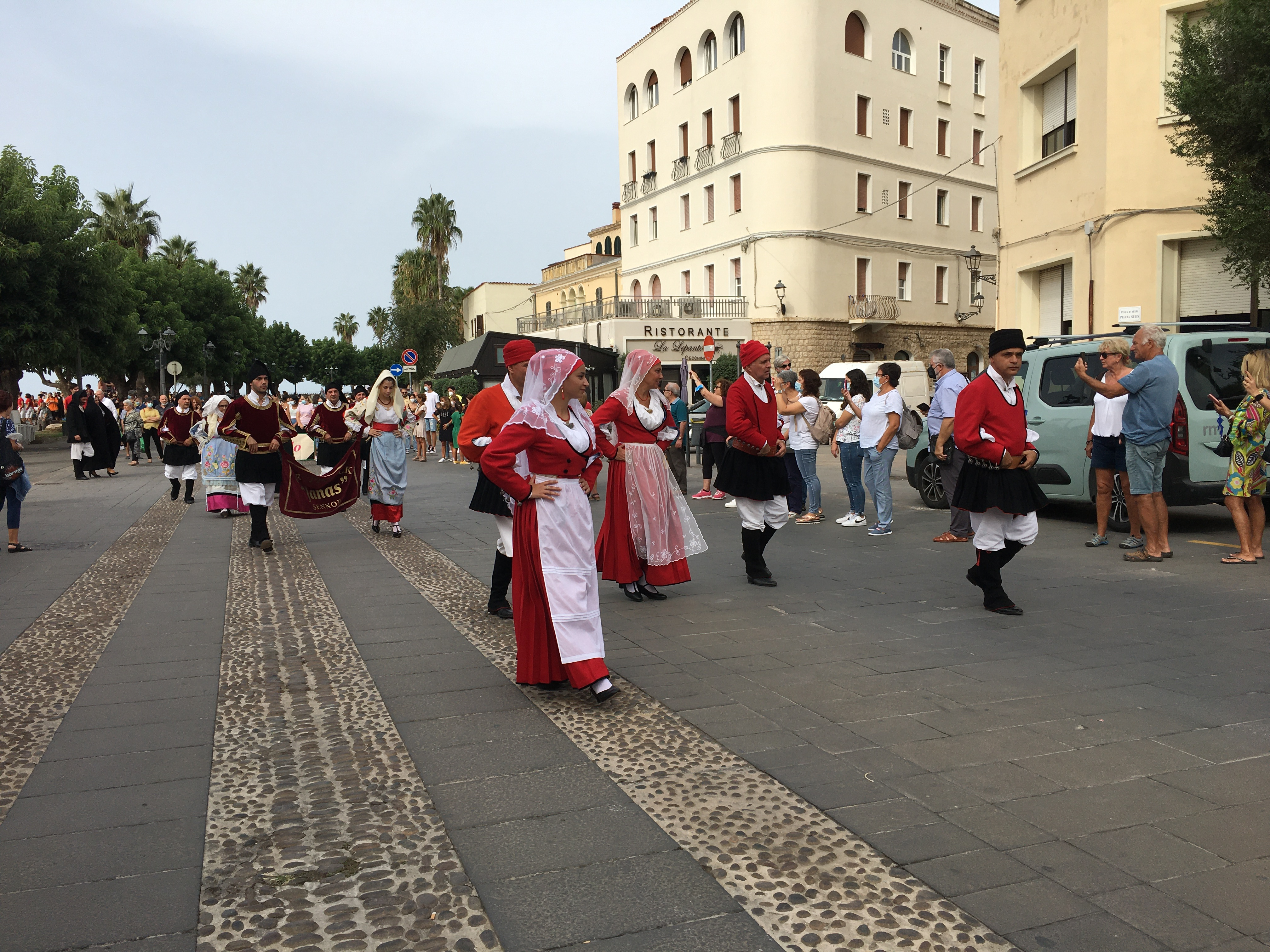
Cercavila durant l'Aplec de la cultura catalana a l'Alguer del 2021

Fins fa relativament poc, la majoria dels habitants de la zona parlaven alguerès, una varietat dialectal del català-amb influències del sard i l'italià. El català va ser reemplaçat pel castellà com a llengua oficial durant el segle xvii, i, al segle xviii, per l'italià.
El 1990 un 60% de la població local encara entenia l'alguerès parlat, des de fa un temps, poques famílies l'han transmès als fills. Tanmateix, la majoria dels algueresos de més de 30 anys el saben parlar i diferents entitats promouen la llengua i la cultura, com ara Òmnium Cultural, el Centre Maria Montessori i l'Obra Cultural de l'Alguer.
Les últimes dades sociolingüístiques de la Generalitat de Catalunya (2015) reflecteixen que per a la majoria de la població de l'Alguer la llengua vernacla és l'italià, sent la primera llengua del 79,3% de la població i l'habitual del 87,2%. El català és la primera llengua per al 24,1% de la població i un 18,5% que la té com a llengua habitual. La tercera llengua, el sard, mostra un ús més baix. Pel que fa a la llengua d'identificació, un 75,4% s'identifiquen amb l'italià, un 26,1% amb el català i un 11,2% amb el sard.
Des de 1997 la llengua catalana compta amb reconeixement i legislació lingüística específica atorgada pel Consell Regional de Sardenya en la llei de Promozione e valorizzazione della cultura e della lingua della Sardegna Arxivat 2009-02-21 a Wayback Machine.. A més, diferents entitats, com ara Òmnium Cultural, el Centre de Recursos Pedagògics Maria Montessori i l'Obra Cultural de l'Alguer, promouen la llengua i cultura pròpies. Recentment, el municipi de l'Alguer ha organitzat cursos intensius als seus empleats. Gràcies a això, ara tots els ciutadans poden adreçar-se en alguerès a l'administració de la ciutat. També s'estan organitzant cursos de llengua per a nens i adults amb el suport de la Generalitat de Catalunya.
El nucli antic de l'Alguer mostra molts trets urbanístics i arquitectònics comuns a les ciutats medievals d'altres zones dels Països Catalans. Les muralles i torres, allà on s'han conservat, són molt característiques de la ciutat.
Els algueresos diuen a la seva ciutat «la Barceloneta» (pronunciat /baɫsaɾuˈneta/), a causa de la seva ascendència barcelonina i de la germanor amb aquesta ciutat. Entre Barcelona i l'Alguer s'organitzen viatges xàrter, generalment durant l'estiu. Des del 5 de febrer de 2004 existeix un servei de vols regulars entre Girona i l'Alguer.
Entre les seves tradicions vives destaca el Cant de la Sibil·la, que segons la tradició es canta la nit de Nadal a l'Alguer, de la mateixa manera que a altres regions de cultura catalana com Mallorca o la ciutat valenciana de Xeraco. En els últims anys hi ha hagut un ressorgiment de la música cantada en la llengua local. Entre els més famosos protagonistes d'aquesta nova onada destaquen artistes com la cantant Franca Masu.
Nova llei a Sardenya del dia 27 de juny de 2018. Per primera vegada a la història, Sardenya va aprovar una llei de regulació integral de la llengua catalana de l'Alguer. El Consell Regional va aprovar la nova llei per a dotar de tanta protecció com fos possible les altres llengües de l'illa de Sardenya (el català, el sard i el ligur).
L'impulsor de la llei, Paolo Zedda (MDP), va defensar les llengües de Sardenya cap a un reconegut bilingüisme, com passa en altres comunitats lingüístiques protegides a Itàlia, com la de Trentino i la Val d'Aosta.

## Algueresos destacats

### Escriptors
- Rafael Catardi i Arca
- Antoni Bal·lero de Càndia
- Joan De Giorgio i Vitelli
- Antoni Cao
- Antoni Canu

### Músics
- Franca Masu
- Pino Piras
- Claudio Gabriel Sanna

### Estudiosos de l'alguerès
- Pier Enea Guarnerio
- Rafael Caria